# NGC 3404
NGC 3404 (również IC 2609 lub PGC 32466) – galaktyka spiralna z poprzeczką (SBab), znajdująca się w gwiazdozbiorze Hydry. Odkrył ją Andrew Common w 1880 roku.
W galaktyce tej zaobserwowano supernową SN 2008bt.